# Madoc ap Llywelyn
Madoc ap Llywelyn (Gwynedd, XIII secolo – ...) è stato un rivoluzionario gallese.
Madoc guidò un'importante rivolta gallese negli anni 1294-1295 contro le imposizioni del re Edoardo I d'Inghilterra. La rivolta, attiva in tutto il paese portò alla conquista di molte città e castelli. Il re inglese arrivò con un esercito nel Galles settentrionale per sedare la rivolta ma, vittima di un'imboscata, dovette rifugiarsi nel castello di Conwy finché fu salvato dalla sua flotta. Lo scontro finale tra le forze gallesi e inglesi si ebbe in questo stesso anno nella battaglia di Maes Moydog, dove i ribelli subirono pesanti perdite e Madoc fuggì. Dopo essere stato catturato, fu portato a Londra dove probabilmente rimase in prigionia per il resto della vita. La risposta di Edoardo I alla ribellione fu dura e repressiva. Tuttavia, già nel 1316, Llywelyn Bren, signore di Senghenydd, guidò una seconda rivolta.

## Biografia
Figlio di Llywelyn ap Maredudd, l'ultimo vassallo del Meirionydd, Madog apparteneva a un ramo cadetto della Casa di Aberffraw ed era un lontano parente di Llywelyn ap Gruffudd, l'ultimo riconosciuto Principe del Galles ad essere gallese. Durante la sua rivolta, Madog emise una concessione di terreno in cui usò il termine "Principe del Galles".

### Famiglia
Madog era il figlio di Llywelyn ap Maredudd, l'ultimo vassallo signore di Meirionydd che fu privato del suo patrimonio nel 1256 per essersi opposto al futuro Principe di Galles, Llywelyn ap Gruffudd, nella battaglia di Bryn Derwin. Dopo aver perso il suo patrimonio, andò in esilio in Inghilterra dove riceveva un sussidio dalla Corona, e ivi rimase fino al giugno 1262 quando si riconciliò con Llywelyn ap Gruffudd. Llywelyn ap Maredudd morì in uno scontro per i gallesi nell'aprile 1263. Il suo primogenito, Madog, che potrebbe essere nato durante il suo esilio, ricevette importanti doni monetari da parte del re Edoardo I d'Inghilterra nel 1277, e nel 1278 usò quel denaro per denunciare il Principe di Galles nel tentativo di riottenere il cantref di Meirionydd del padre. Sembra che Madog tornò nel Gwynedd dopo la morte di Llywelyn ap Gruffudd nel 1282, e ricevette terre dal re d'Inghilterra presso Anglesey.

### Rivolta contro re Edoardo I
Alla festa di San Michele del 1294 (il 29 settembre), Madog si mise a capo di una rivolta nazionale in risposta alle azioni dei nuovi amministratori reali nel Galles settentrionale e occidentale e l'imposizione di tasse come quella che gravava su un quindicesimo di tutti i beni mobili. Sebbene non ci siano prove che lo scopo della ribellione fosse ristabilire il precedente principato gallese, egli usò, in una concessione di terreno emessa durante la ribellione, il titolo di "principe di Galles". L'insurrezione era stata pianificata da mesi e in tutto il Galles nello stesso giorno avvennero attacchi. Mentre Madog era attivo nel nord, nel centro e nel sud gli attacchi erano guidati da Cynan ap Maredudd, Maelgwn ap Rhys, e Morgan ap Maredudd del Gwynllwg a Glamorgan. I condottieri ribelli speravano che alla fine di settembre il re Edoardo e la maggior parte delle sue forze fosse in Francia per una campagna programmata. Tuttavia, a causa del cattivo meteo l'esercito di Edoardo non era ancora salpato così il re cancellò immediatamente la campagna in Francia per fronteggiare la ribellione gallese.

### Attacco alle fortezze edoardiane

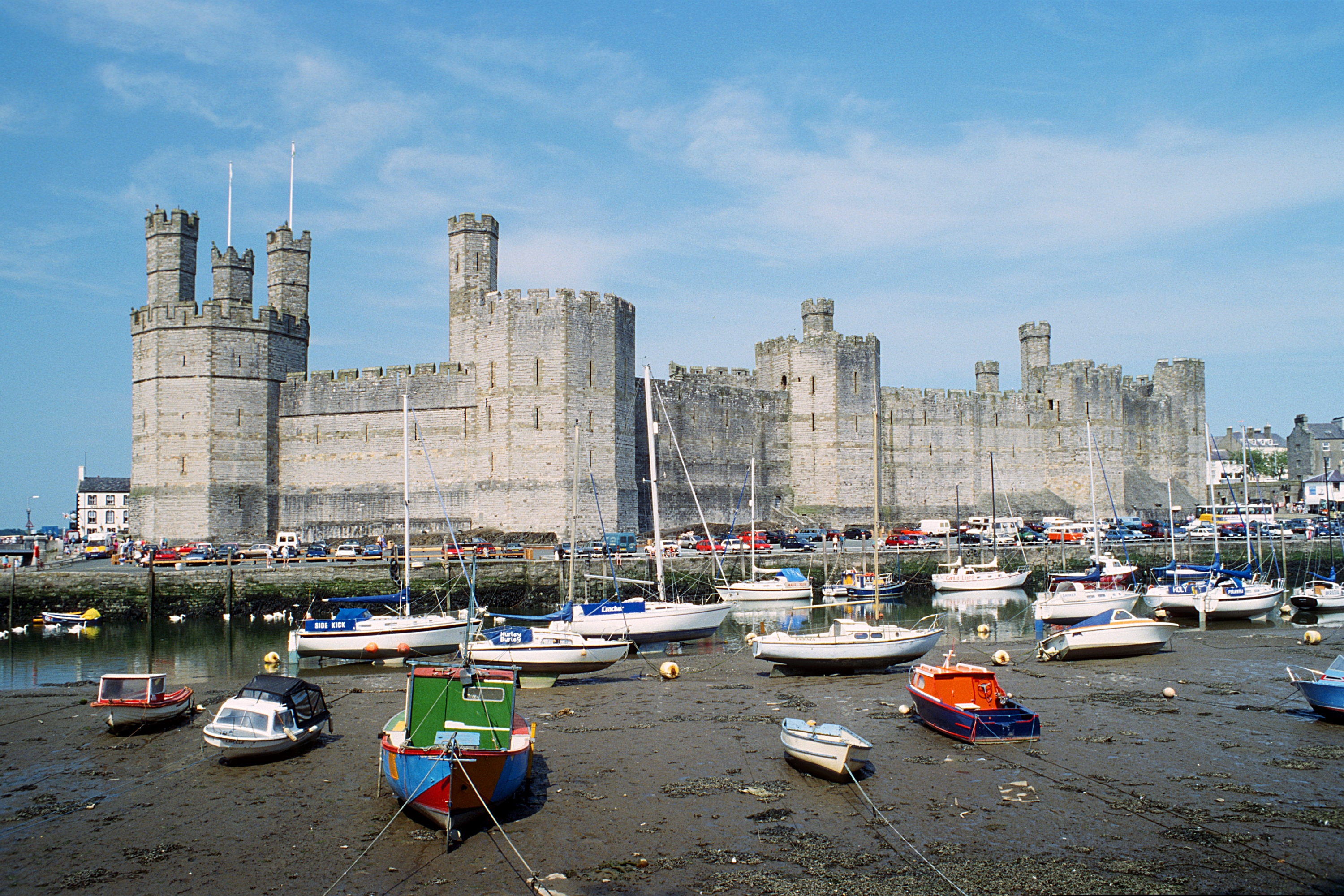
Castello di Caernarfon

Le forze di Madog invasero Caernarfon e occuparono il castello, così come i castelli a Castell y Bere (successivamente bruciato), Hawarden, Ruthin, e Denbigh. Il castello di Criccieth fu assediato dalle forze di Madog per diversi mesi, così come Harlech. Nel sud il castello di Morlais fu catturato sotto l'egida di Morgan, e Cynan ap Maredudd assediò il castello a Builth per un periodo di sei settimane, Mezza città di Caerphilly fu messa a fuoco - sebbene il castello resistette - e ancora più a sud, il castello di Kenfig fu depredato.
Nel Galles settentrionale, molti proprietari terrieri inglesi fecero tentativi per recuperare la situazione. Il signore di Denbigh, Henry de Lacy, guidò una marcia verso Denbigh dopo che il castello era stato assediato; tuttavia, l'11 novembre cadde in un'imboscata fuori dalla città e nella battaglia che seguì le sue forze furono sbaragliate dai ribelli. Nel Galles nordorientale, Reginald de Grey ottenne un successo maggiore, posizionando guarnigioni consistenti a Flint e Rhuddlan: nessuno dei due castelli cadde sotto i ribelli, anche se Flint fu sottoposto a un lungo assedio. Molti altri castelli in tutto il Galles furono assediati e diverse città bruciate.
Nel dicembre del 1294 Re Edoardo guidò un esercito nel Galles settentrionale per sedare la rivolta, fermandosi a Wrexham, Denbigh, Abergele e altrove sulla strada per il castello di Conwy, che raggiunse poco prima di Natale. La sua campagna fu tempestiva, perché diversi castelli erano ancora in grave pericolo: il castello di Harlech era difeso a un certo punto da soli 37 uomini. Edoardo stesso cadde in un'imboscata e si ritirò nel castello di Conwy, perdendo le sue provviste. La città di Conwy fu incendiata ed Edoardo la assediò finché non fu sollevato dalla sua marina nel 1295.

### Battaglia di Maes Moydog

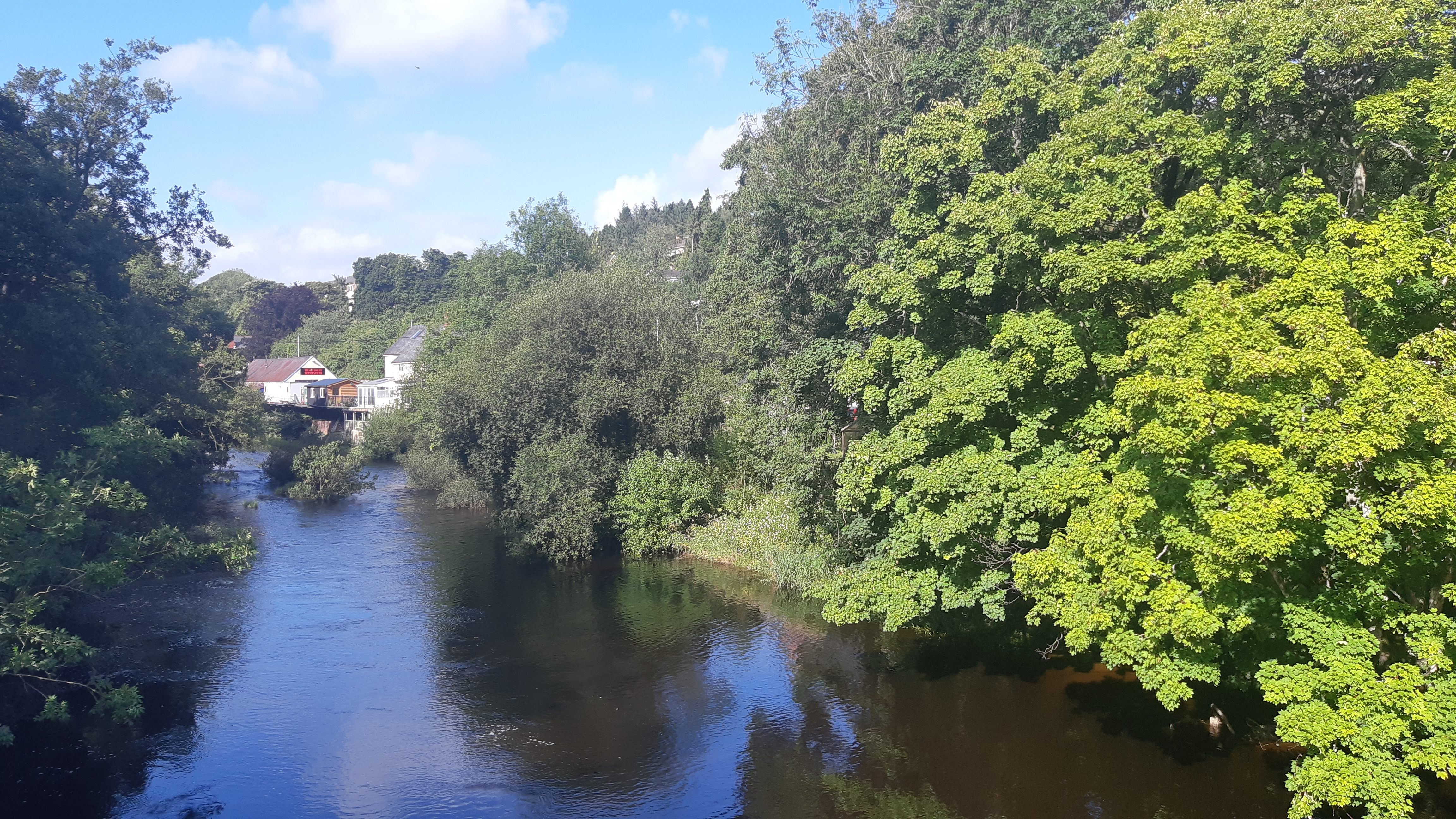
Maes Moydog

Lo scontro cruciale tra gli uomini di Madog e quelli della corona inglese avvenne nella battaglia di Maes Moydog, nel Powys, il 5 marzo 1295. Sorpreso da un esercito guidato dal conte di Warwick, l'esercito gallese si ricompose e si difese con successo da una carica di cavalleria inglese utilizzando la formazione di picchieri "a porcospino", o schiltron, una formazione favorita dagli eserciti scozzesi contro i cavalieri inglesi. Tuttavia, le frecce degli arcieri inglesi inflissero gravi perdite e, durante l'inseguimento dei gallesi dal campo di battaglia, molti soldati gallesi annegarono nel tentativo di attraversare un fiume ingrossato.
Madog scappò vivo a malapena da quell'episodio e rimase in fuga fino alla cattura da parte di Ynyr Fychan di Nannau e consegnat a Giovanni di Havering in Snowdonia nel tardo luglio o inizio agosto 1295. Fu successivamente portato a Londra, dove sembra essere rimasto in prigionia per il resto della sua vita; è noto che era ancora vivo nel 1312, e morendo lasciò i suoi figli.
La rivolta del 1294-1295 suscitò una dura risposta da parte di Edoardo I, nella forma di ordinanze punitive e umilianti con il risultato di limitare ulteriormente i diritti civili e le opportunità economico-sociali dei gallesi. Tuttavia, non passarono molti anni prima che Llywelyn Bren, signore di Senghenydd, guidò una seconda ribellione, aiutato da alcuni dei più eminenti signori delle marche nel 1316.